# هارینگ‌هایزن
هارینگ‌هایزن (به هلندی: Haringhuizen) یک منطقهٔ مسکونی در هلند است که در Hollands Kroon واقع شده‌است. هارینگ‌هایزن ۱۱۰ نفر جمعیت دارد.